# Pākira-Nunatak
Der Pākira-Nunatak ist ein 2400 m hoher Nunatak im ostantarktischen Viktorialand. Auf dem Plateau der Willett Range ragt er 2,8 km nordwestlich des Shapeless Mountain am nördlichen Ende des Metcalf Spur auf.
Das New Zealand Geographic Board benannte ihn 2005 deskriptiv nach dem Begriff aus dem Māori für „Glatzkopf“.